# Ejabberd
ejabberd — свободный (GNU GPL), распределённый и устойчивый к отказам MQTT, SIP и XMPP-сервер, написанный в основном на Erlang. Он работает под Unix-подобными ОС (GNU/Linux, FreeBSD и NetBSD) и Microsoft Windows.
Алексей Щепин начал этот проект в ноябре 2002 года.
Название «ejabberd» означает «Erlang Jabber Daemon».
Цель проекта состоит в создании стабильного и функционального XMPP-сервера.
На 2009 ejabberd был одним из самых популярных проектов на Erlang, а его автор получил награду «User of the Year» на 2006 Erlang user conference.
ejabberd используется в IETF Groupchat Service, BBC Radio LiveText, Nokia Ovi, KDE Talk и Facebook. Из-за бесплатности и высокой отказоустойчивости на ejabberd работает большинство крупных XMPP-серверов.

## Возможности
- Модульная архитектура сервера
- Поддержка работы группы ejabberd-серверов в кластере
- Поддержка веб-интерфейса для администрирования
- Поддержка различных языков (включая русский)
- Совместимость с XMPP
- LDAP-аутентификация
- поддержка SASL и StartTLS на клиентских и межсерверных соединениях

### Функциональность реализуемая с помощью дополнительных модулей
Большинство модулей обеспечивают базовую функциональность XMPP-сервера, но есть также модули, обеспечивающие следующую функциональность:
- Транспорты для подключения к другим службам мгновенного обмена сообщениями, типа ICQ, IRC, и так далее,
- MUC-сервис,
- HTTP Polling,
- Поиск пользователей по данным из их vCard
- Publish-Subscribe-сервис.

С появлением версии 1.0.0 стало возможно протоколирование конференций без использования ботов (sulci).

## Распространение
По данным jabberworld.info доля ejabberd среди XMPP/Jabber-серверов составляла на лето 2017 года около 62 %.